# Tupolev Tu-334

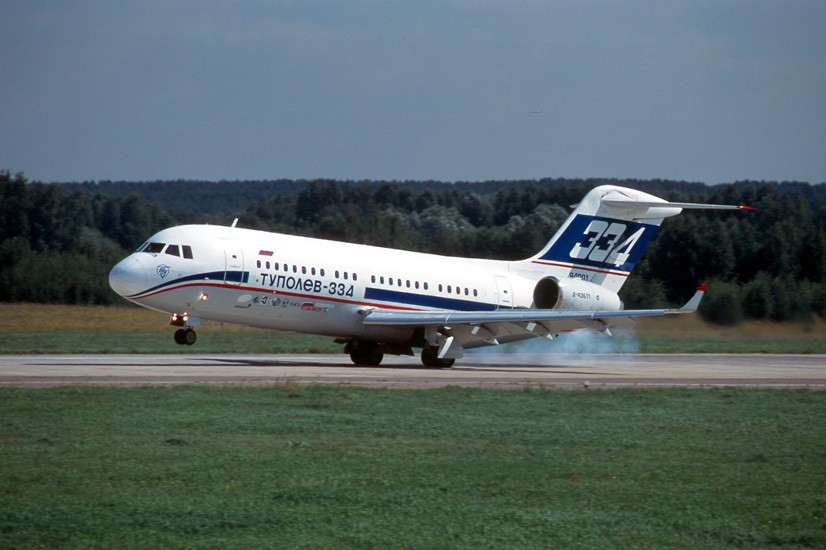
Tupolev Tu-334.

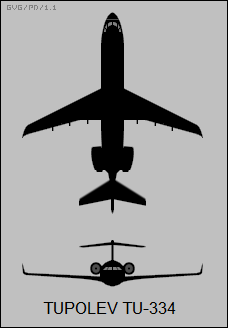
En ritning av en Tupolev Tu-334.

Tupolev Tu-334, förkortat Tu-334 (ryskaː Туполев Ту-334, Ту-334), är ett passagerarflygplan utrustat med 2-jetmotorer monterat i bakre delen av flygplanet precis som Douglas DC-9 och Tupolev Tu-134. Det flög för första gången 1999. Tu-334 har inte satts i trafik utan istället har man fokuserat på Suchoj Superjet 100.

## Bilder

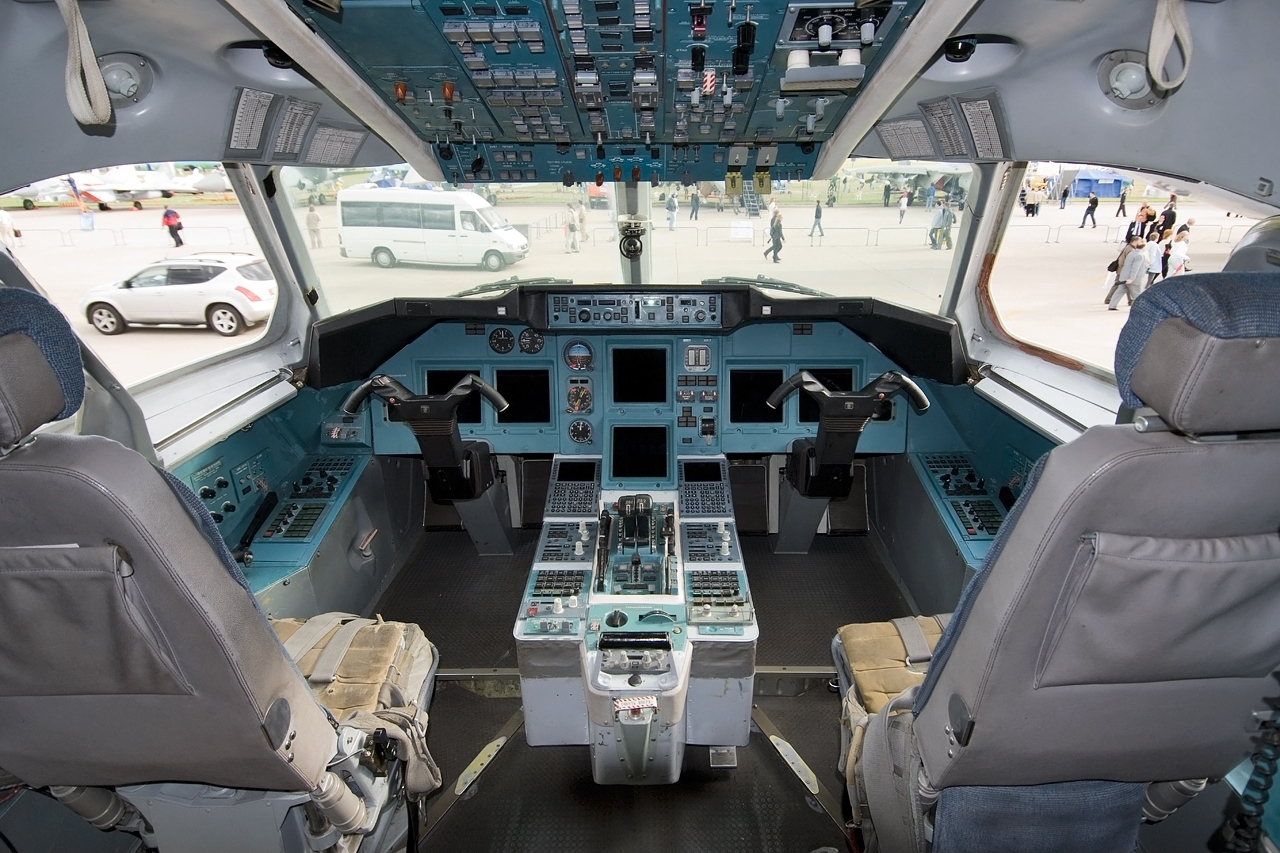
Cockpiten i en Tu-334.
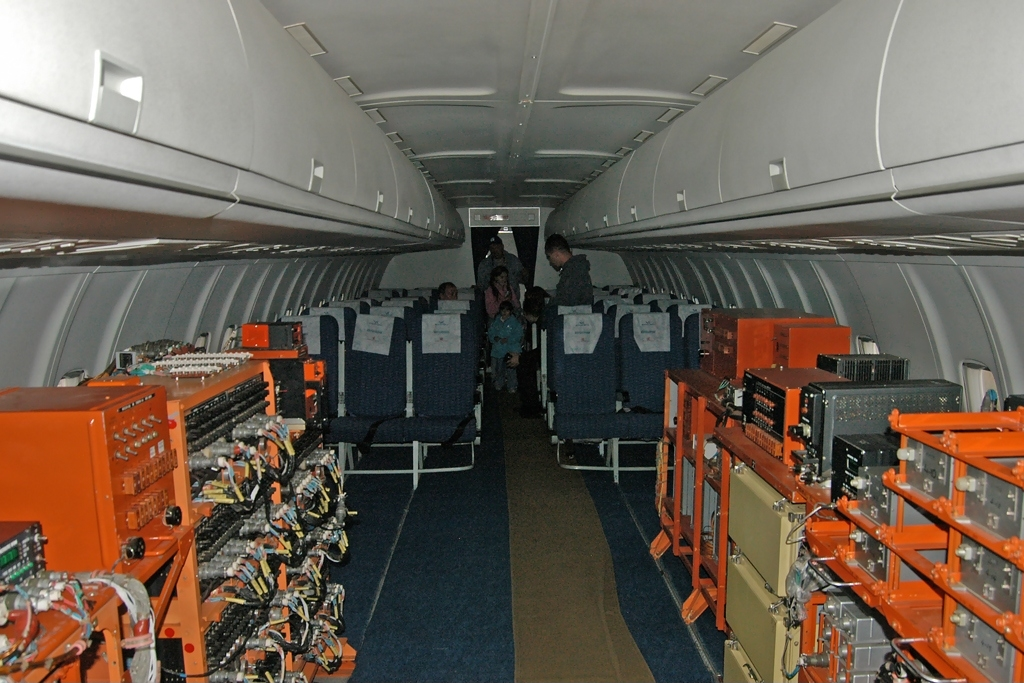
Kabinen i en Tu-334.